# Li Xuanxu
Li Xuanxu (李玄旭; * 5. Februar 1994 in Zhuzhou) ist eine chinesische Schwimmerin. Sie gewann bei Olympischen Spielen und bei Weltmeisterschaften jeweils eine Bronzemedaille. Bei Asienspielen erschwamm sie je eine Gold- und Silbermedaille.

## Sportliche Karriere
Im Alter von 14 Jahren trat Li Xuanxu bei den Olympischen Spielen 2008 in Peking in zwei Wettbewerben an. Über 400 Meter Lagen erreichte sie das Finale mit der sechstbesten Vorlaufzeit und belegte im Endlauf den achten Platz. Vier Tage später schwamm sie die siebtbeste Vorlaufzeit über 800 Meter Freistil. Im Finale war sie zwei Sekunden langsamer als im Vorlauf, schlug aber als Fünfte an und hatte 3,31 Sekunden Rückstand auf die Bronzemedaille.
Zwei Jahre später bei den Asienspielen 2010 in Guangzhou wurde Li Xuanxu über 400 Meter Lagen Zweite hinter ihrer Landsfrau Ye Shiwen. Über 800 Meter Freistil siegte Li Xuanxu vor ihrer Landsfrau Shao Yiwen. Einen Monat später fanden in Dubai die Kurzbahnweltmeisterschaften 2010 statt. Über 400 Meter Lagen siegte die Spanierin Mireia Belmonte vor Ye Shiwen und Li Xuanxu. Auf der 800-Meter-Freistildistanz verfehlte Li Xuanxu das Finale als Vorlaufzehnte um fünfeinhalb Sekunden. Über 400 Meter Freistil gelang ihr als einziger Asiatin der Finaleinzug und sie belegte den sechsten Platz.
2011 war Shanghai Austragungsort der Weltmeisterschaften auf der 50-Meter-Bahn. Li Xuanxu erreichte das Finale über 1500 Meter Freistil mit der sechstbesten Vorlaufzeit. Im Endlauf steigerte sie sich um fast acht Sekunden und gewann die Bronzemedaille hinter der Dänin Lotte Friis und Kate Ziegler aus den Vereinigten Staaten. Über 400 Meter Lagen siegte Elizabeth Beisel aus den Vereinigten Staaten vor der Britin Hannah Miley und der Australierin Stephanie Rice. Hinter Mireia Belmonte und Ye Shiwen belegte Li Xuanxu den sechsten Platz mit 1,55 Sekunden Rückstand auf Rice.
2012 bei den Olympischen Spielen in London trat Li Xuanxu wieder in zwei Wettbewerben an. Zunächst standen die 400 Meter Lagen auf dem Programm. Im Vorlauf schwamm Li Xuanxu die viertschnellste Zeit hinter Elizabeth Beisel, Ye Shiwen und der Ungarin Katinka Hosszú. Im Finale siegte Ye Shiwen mit fast drei Sekunden Vorsprung vor Beisel. 1,64 Sekunden hinter Beisel wurde Li Xuanxu Dritte vor Hosszú und Miley. Tags darauf schwamm Li Xuanxu über 400 Meter Freistil die 19. Vorlaufzeit, ihr fehlten über fünf Sekunden zum Finaleinzug.
Drei Jahre später nahm Li Xuanxu an der Universiade in Gwangju teil. Sie wurde Achte über 400 Meter Lagen und Vierte über 1500 Meter Freistil. Für ihren Vorlaufeinsatz in der 4-mal-200-Meter-Freistilstaffel erhielt sie eine Silbermedaille.